# Aleran barcelonai gróf

A verduni szerződés és a frank birodalom felosztása (843)

Aleran (? – 852?) frank főnemes, Kopasz Károly király egyik bizalmasa.

## Élete, uralkodása
Származásáról nem tudunk semmit. Nem tudni, hogy miféle szolgálataiért, de 820-ban ő lett az egykori Champagne hercegség egy részéből föltehetőleg célzottan neki szervezett Troyes grófság első grófja.
Jelentősebb szerephez akkor jutott, amikor a II. Pipin uralkodásával elégedetlen akvitánok 848-ban visszahívták az általa egyszer már legyőzött Kopasz Károlyt, és nyilvánvalóvá vált, hogy Pipin támogatói ezúttal jóval kevesebben vannak. Károly sorra nevezte ki támogatóit Pipin és híveinek tisztségeibe, adományozta nekik azok birtokait. Ebben a sorban még 848-ban Alerannak ítélte a Barcelona, Empúries és Roussillon grófságokat, amelyeket abban az évben foglalt el a Pipint támogató Septimaniai Vilmos Károly híveitől, I. Sunifred barcelonai gróftól, illetve I. Sunyer empúriesi gróftól. Hogy kiemelje a kisebb grófok sorából, egyúttal Septimania őrgrófjává is kinevezte, annak érdekében pedig, hogy ezeket a birtokokat meg is tudja szerezni, mellé rendelte kedvenc hadvezére, Provence-i Guérin fiát, Isembardot, aki abban az időben már Autun grófja volt. Nem ismert, hogy ezt a „mellérendelést” pontosan milyen jogi formulával oldotta meg, ezért a különböző szerzők Isembardot is rendszeresen Barcelona grófjaként említik. Ezeket a kinevezéseket a Károly által 849-ben Narbonne-ba összehívott birodalmi gyűlés megerősítette.
Tisztségei (tisztségeik) 850-ig formális maradt(ak). Bár Septimaniai Vilmos visszaszorult Katalóniába, de szövetséget kötött II. Abd ar-Rahmán a córdobai emírrel, és a mórok támogatásával ütőképes sereget tartott fönn. Némely források szerint 850-ben sikerült tőrbe csalnia és elfognia Alerant és Isembardot, ám ezután Károly jelentős erősítést küldött a támadóknak, és azok csatában legyőzték Vilmos csapatait. Vilmos visszamenekült Barcelonába, ám ott a királyhű partizánok elfogták és megölték. Az elfogott grófok kiszabadultak, és Aleran immár tényleg Barcelona grófja lett.
851-ben a Córdobai Emirátus elfoglalta a Barcelonai grófságot, amit Aleran és Isembard sikertelenül próbált megvédeni. Valószínűleg ők maguk is elestek, erről azonban nem tudunk semmi konkrétumot, csak azt, hogy 852-ben Kopasz Károly Odalricot nevezte ki Barcelona grófjává.

## Családja, utódai
Családjáról, leszármazottairól nem tudunk semmit.

## Fordítás
- Ez a szócikk részben vagy egészben  az   Aleran című angol Wikipédia-szócikk ezen változatának fordításán alapul.  Az eredeti cikk szerkesztőit annak laptörténete sorolja fel. Ez a jelzés csupán a megfogalmazás eredetét és a szerzői jogokat jelzi, nem szolgál a cikkben szereplő információk forrásmegjelöléseként.
- Ez a szócikk részben vagy egészben  a   William of Septimania című angol Wikipédia-szócikk ezen változatának fordításán alapul.  Az eredeti cikk szerkesztőit annak laptörténete sorolja fel. Ez a jelzés csupán a megfogalmazás eredetét és a szerzői jogokat jelzi, nem szolgál a cikkben szereplő információk forrásmegjelöléseként.